# Detektyw Conan: Architekt zniszczenia
Detektyw Conan: Architekt zniszczenia (jap. 名探偵コナン 時計じかけの摩天楼 Meitantei Konan: Tokei jikake no matenrō) – japoński film anime wyprodukowany w 1997 roku, oparty na serii Detektyw Conan. Polska premiera telewizyjna odbyła się 26 lutego 2012 roku. Piosenką przewodnią filmu była „Happy Birthday” śpiewana przez Kyoko.
Film miał swoją premierę 19 kwietnia 1997 roku w 13 kinach w Japonii przynosząc łączny dochód ¥174.083.700. W pierwszym tygodniu zarobił ¥8.554.500.

## Fabuła
Podczas sortowania poczty w domu doktora Agasy Conan znajduje zaproszenie zaadresowane do Shinichiego od Teijiego Moriya, znanego architekta. Shinichi dzwoni do Ran używając zmieniającej głos muszki i prosi ją, aby przyszła w jego miejsce. Ran zgadza się, pod warunkiem, że Shinichi pójdzie z nią w sobotę na film.
W sobotę rano Conan odbiera telefon od dziwnego człowieka, który rzuca Shinichi'emu wyzwanie do gry. Conan przyjmuje wyzwanie, a tajemniczy dzwoniący daje mu wskazówki prowadzące do bomb ukrytych w całym Tokio. Conan odszukuje i niszczy każdą z nich. Ponieważ bomby zostają podłożone niedaleko budowli zaprojektowanych przez Teijiego, Conan dedukuje, że zamachowcem jest Teiji, który planuje zniszczyć swoje "gorsze" dzieła i stworzyć doskonały nowy budynek. Po swoim aresztowaniu Teiji ujawnia lokalizację swojej ostatniej bomby: Beika City Building – miejsce randki Shinichiego i Ran.
Bomba wybucha odcinając drogę ucieczki innym ludziom, w tym także Ran. Conan przedziera się przez walący się budynek, ale jest odcięty od Ran przez wgniecione drzwi. Używając swojej muszki i telefonu komórkowego dzwoni do Ran i prosi ją, aby poszukała bomby. Ran odnajduje ją w dużej torbie na zakupy. Aby rozbroić bombę Shinichi mówi Ran, które przewody musi przeciąć. Jednak Teiji umieścił w bombie dwa dodatkowe przewody, jeden czerwony i jeden niebieski. Jeden z nich jest pułapką, ale Shinichi nie ma pojęcia który. Mówi Ran, żeby przecięła którykolwiek z nich. Gdy przybywa ekipa ratownicza i zabiera go, Shinichi uświadamia sobie, że Teiji wiedział, że ulubionym kolorem Ran jest czerwony i tym samym kablem zapalającym jest również czerwony. W ciągu ostatnich kilku minut Ran podejmuje desperacką decyzję i przecina niebieski przewód, bo czerwony przewód reprezentuje więź łączącą ją i Shinichiego.

## Obsada
- Minami Takayama – Conan Edogawa
- Kappei Yamaguchi – Shinichi Kudō
- Wakana Yamazaki – Ran Mōri
- Akira Kamiya – Kogorō Mori
- Ken’ichi Ogata – dr Hiroshi Agasa
- Chafūrin – inspektor Jūzō Megure
- Yukiko Iwai – Ayumi Yoshida
- Wataru Takagi – Genta Kojima
- Ikue Ōtani – Mitsuhiko Tsuburaya
- Naoko Matsui – Sonoko Suzuki
- Kaneto Shiozawa – inspektor Ninzaburō Shiratori
- Tarō Ishida – Teiji Moriya

## Wersja polska
Wersja polska: na zlecenie telewizji AXN – SDI Media Polska

Tekst: Tomasz Potocki

Lektor: Jan Wilkans